# Rian James
Rian James, nascut com Julian Herbert Rothschild, (Eagle Pass, 3 d'octubre de 1899 - Newport Beach, 26 d'abril de 1953) va ser un guionista i autor estatunidenc. Va escriure per a més de 30 pel·lícules entre 1932 i 1947.
James va ser un columnista que va cobrir les arts i l'entreteniment pel Brooklyn Eagle des de 1928 fins a 1935. Més tard va ser corresponsal estranger, saltador de paracaigudes, acròbata, pilot de correu aeri, tinent de la Força Aèria, actor de vodevil i finalment, escriptor, director i productor.

## Filmografia parcial

### com escriptor de la història
- Love Is a Racket (1932)
- Parachute Jumper (1933)
- Down Argentine Way (1940)
- Eve Knew Her Apples (1945)

### com guionista
- El carrer 42 (42nd Street) (1933)
- Mary Stevens, M.D. (1933)
- Lawyer Man (1933)
- Gift of Gab (1934)
- The Witness Chair (1936)
- Walking on Air (1936)
- Internes Can't Take Money (1937)
- The Housekeeper's Daughter (1939)
- The Gorilla (1939)
- Broadway Limited (1941)
- Parachute Nurse (1942)
- Not a Ladies' Man (1942)
- La Otra (1946), refeta com Dead Ringer (1964)
- Whispering City (1947)
- La Forteresse (1947)

### com escriptor d'adaptació
- The White Parade (1934)
- The Dragon Murder Case (1934)